# Ouled Moumen
Ouled Moumen (em árabe: أولاد مؤمن) é uma comuna localizada na província de Souk Ahras, Argélia. Segundo o censo de 2008, a população total da cidade era de 4 682 habitantes.